# 테인
테인(고대 영어: þegn, 영어: thegn) 또는 세인은 앵글로색슨 잉글랜드나 중세 초기 스칸디나비아에서 왕이나 귀족의 가신에게 부여된 칭호이다. 테인은 왕실의 일원으로서 왕이 나라를 통치하는 것을 도왔고 샤이어나 헌드레드에서 치안과 질서를 유지할 책무를 맡았다. 이들은 전쟁터에서 왕에게 봉사해야 했고 궁정에서 시간을 보내야 했으며, 지방의 법정에 출석하여 지방 정치와 재판에 참여해야 했다. 이들은 큰 영지를 가지고 있었고, 많은 가신들을 거느리고 있었으며, 방책을 두른 큰 저택에서 거주하였다.

## 참고 자료
- 나종일·송규범 (2005). 《영국의 역사 상》. 한울아카데미. ISBN 9788946033795.